# Dolenja Vas (Chorwacja)
Dolenja Vas – wieś w Chorwacji, w żupanii istryjskiej, w gminie Lupoglav. W 2011 roku liczyła 70 mieszkańców.